# 沙尔马泽勒
沙尔马泽勒（法語：Chalmazel，法語發音：[ʃalmazɛl]）是法国卢瓦尔省的一个旧市镇，位于该省西部，属于蒙布里松区。2016年1月1日，沙尔马泽勒和相邻的让萨尼耶尔合并为新市镇沙尔马泽勒-让萨尼耶尔，沙尔马泽勒为政府驻地。

## 地理
沙尔马泽勒（45°42'16"N, 3°51'2"E）面积39.38 平方千米，位于法国奥弗涅-罗讷-阿尔卑斯大区卢瓦尔省，该省份为法国中南部省份，北起顺时针与索恩-卢瓦尔省、罗讷省、伊泽尔省、阿尔代什省、上盧瓦爾省、多姆山省和阿列省接壤。
与沙尔马泽勒接壤的市镇（或旧市镇、城区）包括：勒布吕日龙、让萨尼耶尔、下圣瑞斯特、圣乔治昂库藏、索万、若布、圣皮埃尔-拉布尔洛讷。

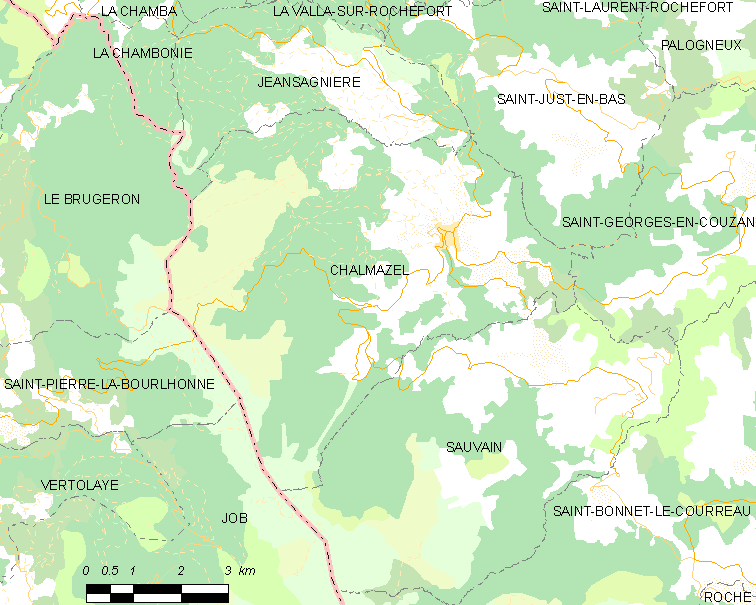
沙尔马泽勒的OSM定位图

沙尔马泽勒的时区为UTC+01:00、UTC+02:00（夏令时）。

## 行政
沙尔马泽勒的邮政编码为42920，INSEE市镇编码为42039。

## 政治
沙尔马泽勒所属的省级选区为利尼翁河畔博安县。

## 人口

1962-2008年间沙尔马泽勒人口变化图示

沙尔马泽勒于2018年1月1日时的人口数量为357人。